# Manzolica
La Manzòlica, o più comunemente "Alla Manzolica" è un classico metodo di sorteggio o di conta, come "Pari o dispari" o morra cinese, utilizzabile da almeno tre persone (e preferibilmente solo tre persone).

## Come si gioca
La manzolica si svolge in modo immediato ed estremamente semplice: i tre giocatori si posizionano l'uno di fronte agli altri alzando un braccio e, pronunciando insieme la formula del rituale, cioè "a la maaan...zolica!", abbassano il braccio fino a portarlo in posizione parallela al terreno, volgendo il palmo della mano verso l'alto o verso il basso. A questo punto vi è un confronto tra le tre mani: nel caso in cui tutte e tre le mani rivolgano il palmo verso l'alto o verso il basso il rituale deve essere ripetuto e la Manzolica viene detta patta. In caso contrario la manzolica è valida.

## Risultati
Per capire chi vince bisogna confrontare il risultato con lo scopo per il quale si è proceduto al sorteggio: nel caso in cui i giocatori siano tre ci sono due casi di manzolica valida (due palmi in alto e uno in basso, due palmi in basso e uno in alto): se il fine della conta è ottenere una sola persona ovviamente a vincere è colui che ha messo la mano in modo unico (cioè palmo in basso nel primo caso o in alto nel secondo); se invece bisogna creare una coppia a vincere sono i due partecipanti che hanno messo la mano in egual modo.
Se i partecipanti sono più di tre i criteri di selezione dei partecipanti vengono stabiliti prima della manzolica, in base alle proprie esigenze.